# Gottlieb Rungstock
Gottlieb Rungstock var en fagottist vid Kungliga hovkapellet.

## Biografi
Gottlieb Rungstock anställdes 1783 som fagottist vid Kungliga hovkapellet i Stockholm. På en konsert 13 november 1785 spelade han på instrumentet bassetthorn. Rungstock flyttade från Sverige i december 1785.